# Aachen-Gesetz (2008)
Das Gesetz zur Bildung der Städteregion Aachen (Aachen-Gesetz) vom 26. Februar 2008 wurde am 21. Februar 2008 gemäß Beschlussempfehlung und Bericht des Ausschusses für Kommunalpolitik und Verwaltungsstrukturreform nach 2. Lesung im nordrhein-westfälischen Landtag einstimmig angenommen und verabschiedet, nachdem am 7. Dezember 2007 der Gesetzentwurf nach 1. Lesung im Landtag an diesen Ausschuss ebenfalls einstimmig überwiesen worden war.
Mit dem Gesetz wurde der Kreis Aachen mit Ablauf des 20. Oktober 2009 aufgelöst, und aus den neun Gemeinden des Kreises Aachen und der Stadt Aachen wurde mit Wirkung vom 21. Oktober 2009 als neuer Kommunalverband besonderer Art die Gebietskörperschaft Städteregion Aachen gebildet.
Das Gesetz wurde verkündet im Gesetz- und Verordnungsblatt für das Land Nordrhein-Westfalen Nummer 9, ausgegeben zu Düsseldorf am 12. März 2008.

## Kurzbeschreibung
| Artikel I   | Städteregion Aachen Gesetz |
| ----------- | --- |
| § 1         | Bildung der Städteregion Aachen aus den Gemeinden des Kreises Aachen und der Stadt Aachen |
| § 2         | Rechtsnachfolge des Kreises Aachen durch die Städteregion Aachen und Bestätigung der Öffentlich-rechtlichen Vereinbarung zwischen der Stadt Aachen und dem Kreis Aachen zum Vermögensübergang und zur Regelung der Finanzbeziehungen vom 17. Dezember 2007 |
| § 3         | Rechtsstellung der Städteregion Aachen als der eines Kreises |
| § 4         | Rechtsstellung der Stadt Aachen als die einer kreisfreien Stadt nach Maßgabe dieses Gesetzes. |
| § 5         | Rechtsstellung der übrigen regionsangehörigen Gemeinden als der von kreisangehörigen Gemeinden |
| § 6         | Besondere Aufgabenverteilung innerhalb der Städteregion Aachen und Bestätigung der Öffentlich-rechtlichen Vereinbarung zwischen dem Kreis Aachen und der Stadt Aachen über die Aufgabenübertragung in die StädteRegion Aachen vom 17. Dezember 2007        |
| § 7         | Inkrafttreten und Berichtspflicht |
| Artikel II  | Änderung weiterer Vorschriften |
| Artikel III | Gesetz zur Vorbereitung der Wahlen des ersten Städteregionstags und des ersten Städteregionsrates der Städteregion Aachen |
| § 1         | Anwendung des Kommunalwahlgesetzes |
| § 2         | Besondere Bestimmungen |
| § 3         | Inkrafttreten und Außerkrafttreten |
| Artikel IV  | Inkrafttreten |

## Gesetz im Wortlaut
- Gesetz zur Bildung der Städteregion Aachen (Aachen-Gesetz)